# フィリキ・エテリア

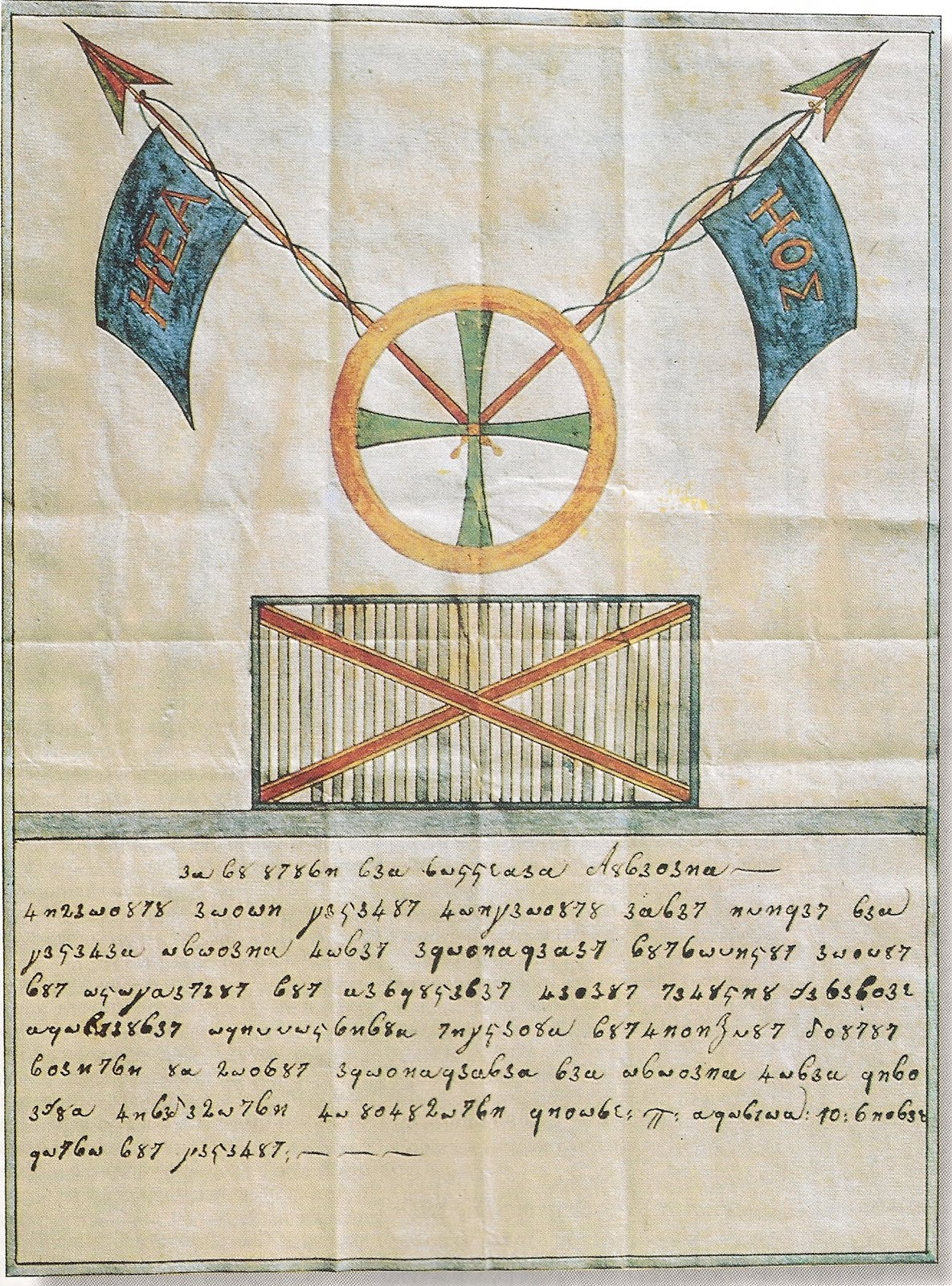
フィリキ・エテリアにおける僧侶（イェレフス）位の宣誓状

フィリキ・エテリア（ギリシア語: Φιλική Εταιρεία 友愛会の意）は19世紀前半にオスマン帝国統治下のギリシャにおいて活動した秘密組織。「トルコ」の支配を排し、ギリシャ人による独立国家の建設を目的としていた。
フィリキ・エテリアのメンバーは、ロシア帝国に在住するギリシャ人が中心となっていた。バルカン半島でのロシアの影響力を拡大しようとするロシア政府が、組織に物質的援助を与えていたと言われる。彼らの決起が1821年に始まるギリシャ独立戦争の嚆矢となった。

## 設立前夜
オスマン帝国の弱体化に伴い、ロシア、イギリス、フランスの欧州列強三国による覇権争い、いわゆる東方問題が発生していた。その中、ギリシャは1774年にロシア、オスマン帝国間でキュチュク・カイナルジ条約が結ばれたことにより恩恵を受ける事となり、ロシアの保護を得たギリシャ商人らの活動が活発化することとなった。そしてフランス革命が勃発したことにより地中海東部からフランス商人らが消えたことにより、その代わりをギリシャ商人が務めることとなった。
これらの活動は「トルコの軛（くびき）」から抜け出しており、ギリシャ人らに独立の気運を高める事となった。そして1800年、ロシアの保護下ではあったがイオニア七島連邦国が短期間ながらも設立され、憲法の制定などの政治的権利がギリシャ人らに与えられたことはギリシャが独立へ向かう一歩となった。
その最中、18世紀末のウィーンにおいて、フランス革命の影響を受けたリガス・ヴェレスティンリスはギリシャ独立を目指して秘密結社を組織した。ヴェレンスティンリスはフランスで力を増しヨーロッパを席巻していたナポレオン・ボナパルトがギリシャに入った際には蜂起することを計画していた。
ヴェレンスティンリスは『ルメリ、小アジア、エーゲ海諸島、およびワラキア・モルドヴァ住民の新政治体制』を著しオスマン帝国からのバルカン諸民族を解放してギリシャ共和国を建国する意図を持っていたが、これはオスマン帝国の知るところとなり、ヴェレンスティンリスは逮捕され絞首刑に処された。
しかし、この意思はギリシャの人々に受け継がれ、1809年にパリでヘリノグロッソン・クセノドキオ（ギリシャ語ホテルの意味） (en) や1812年にはアテネでフィロムソスといった秘密結社が設立され、さらに1814年、ウィーン会議の最中、バイエルンのルートヴィッヒ1世やロシアのアレクサンドル1世ら著名なギリシャ独立支持者らによって支援を受けたフィロムソス・エテリア（フィロムーソス協会とも）が設立され、ロシア外交官でギリシャ人のイオアニス・カポディストリアスが会長に就任していた。
その秘密結社の中で最も重要な存在となったのがフィリキ・エテリアであった。

## 設立
フランス革命により惹起された民族主義の波がヨーロッパを広がるにつれ、コンスタンティノープルの陥落からオスマン帝国に支配されてきたギリシャ人の間でも独立を求める声が現れ始めてきた。1814年ロシア帝国の都市オデッサで3人のギリシャ人が会合を持ち、ギリシャでの革命を目指す秘密組織を設立した。参加したのはアルタ地方のニコラオス・スクファス (en) 、パトモス出身のエマニュエル・クサントス (en) 、イピロス出身のアタナシス・ツァカロフ (en) らロシアに在住していたギリシャ商人らであった。スクファスは、カルボナリに参加していたコンスタンティノス・ラドスと連絡があり、クサントスはレフカダ島のフリーメイソン・ロッジのメンバーであった。ツァカロフはフィリキ・エテリアとは別の反トルコ秘密組織の創設者であった。
フィリキ・エテリアは瞬く間に組織を拡大することになり、1814年から1816年にかける期間には入会者が20名に至っており、1817年には構成員はオスマン帝国領内のギリシャ人らにとどまらず、ロシア、モルドヴァ、ワラキア各地に在住するギリシャ人から構成されるようになった。組織は更に拡大を続け、1820年にはイオニア諸島を含むギリシャのほぼ全ての地域とギリシャ人が多く住む西欧、中欧の外国の都市に広がっていた。1821年の始めにはメンバーの数は資料で確認できる数字は1,000人、実際には2,000人から3,000人までに至り、貿易商、役人、ファナリオティスなどからなった。
- ニコラオス・スクファス
- エマニュエル・クサントス
- アタナシス・ツァカロフ

## 組織の構造

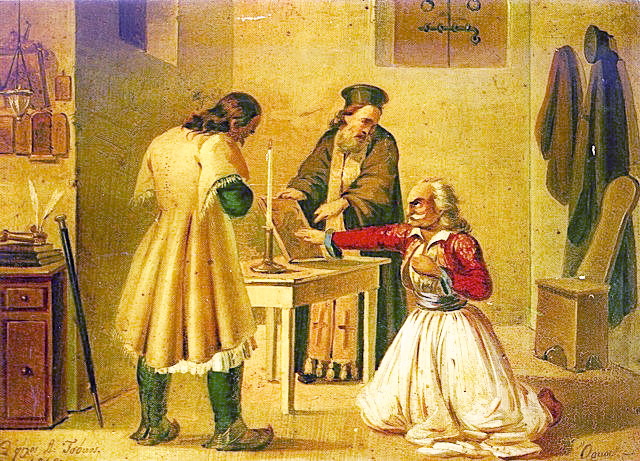
フィリキ・エテリアへの入会儀式

フィリキ・エテリアはカルボナリやフリーメイソンを参考に組織化され、位階制や入会儀式が取り入られた。指導部は自らをInvisible Authorityと称して徹底的な秘密主義をとっており、周囲のメンバーの多くは、指導部にはギリシャ人にとどまらずより重要な人物、例えばロシアのアレクサンドル1世が支持していると広く噂していた。実際には、この指導部は3人の創設者から成っていた。1818年までに5名のメンバーが追加され、スコウファスの死後には更に3人が指導部に加わった。1818年には名称を12使徒委員会に変えた。
フィリキ・エテリアの会員にはあらゆる社会集団に属するギリシャ人らが所属していたが、この事はギリシャ解放という目的については一致していたものの、その手段については即座に革命を起こすべきであるとする革命を主張する者からヨーロッパ各国からの保障を得た上で行動すべきとする日和見主義的戦術を主張する者など様々な主張が存在した。

## 独立戦争の開始

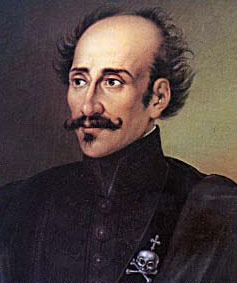
アレクサンドロス・イプシランディス

1818年になるとフィリキ・エテリアの本部はオデッサからイスタンブールに移動した。スクファスの死後、誰を指導者とするかが問題となっていた。そしてさらにエテリアはロシアに接近して援助を獲得しようと考えていた。
そのため1809年からロシア皇帝アレクサンドル1世の外務次官を務めており、イオニア七島連邦国で行政に携わっていたイオアニス・カポディストリアスへ総司令官への就任を2回に渡って要請した。しかし、カポディストリアスは外交経験が豊富でウィーン会議にも参加したことから、ナポレオン時代のヨーロッパの勢力均衡を壊す可能性のあるフィリキ・エテリアの願望が失敗することが容易に想像できたことから、これを断った。
その後1820年4月にファナリオティス出身のロシアの将校、自由主義者でフリーメーソン会員でもあったアレクサンドロス・イプシランディスがクサントスの要請を受諾し指導者に選ばれた が、これにより保守主義者らがエテリアの主導権を握ることとなった。彼はそれまで不明確であったエテリアのギリシャ解放を計画、軍事蜂起に向けて準備を整えていった。
エテリアは保守主義者らが主導権を握っていたが、革命主義者らは1820年に派生したイオアニアのケマル・パシャの反乱などオスマン帝国各地で発生している太守（パシャ）らの反乱などオスマン帝国の弱体化が進んでいる事から革命に躊躇している人々の説得に成功、革命を行なうことを宣言した。
翌1821年3月6日にイプラシンディス率いる一隊がロシア・オスマン帝国国境のプルト川を渡りモルドバへ侵入、モルドバ、ワラキアで革命を宣言した。これと機を一にしてギリシャ本土、ペロポネソス半島、エーゲ海の島嶼などでディケオス・パパフレサスや各結社らが革命を宣言、ギリシャ独立戦争が開始された。反乱軍は23日にペロポネソス半島の都市カラマタを制圧し、マケドニア、クレタ島、キプロス島などにまで反乱は広がったが、後にペロポネソス半島、ギリシャ本土、その周辺の島々、エーゲ海島嶼部ではサモス島のみなどに活動が限られる結果に至った。
しかも、ギリシャの独立に焦点が絞られていたため、イプラシンディスの軍は現地の住民からの支援を受ける事ができず、エテリアに協力して蜂起したワラキアのトゥドル・ウラジミレスクなどはロシアが革命に否定的であることを感じるや否やギリシャ独立とは別にワラキアの独立を目的とした。そのためウラジミレスクはイプシランディスに捕らえられ処刑された。そのため、ワラキアはオスマン帝国軍によって速やかに鎮圧された。
イプシランディスの行動に対して列強諸国は冷淡な態度を示した。特にフィリキ・エテリアが支援を期待していたロシアはイプシランディスのロシア軍籍を剥奪、オスマン帝国軍がフィリキ・エテリアを鎮圧する事を許可した。そのため孤立化したイプシランディスらは6月にドラガシャニの戦いでオスマン帝国軍に敗れて壊滅、オーストリアへ逃亡したイプシランディス自身も当地で逮捕された。しかし、反乱そのものはギリシア全土にさらに広がり継続していった。